# 에르빈 슈뢰딩거

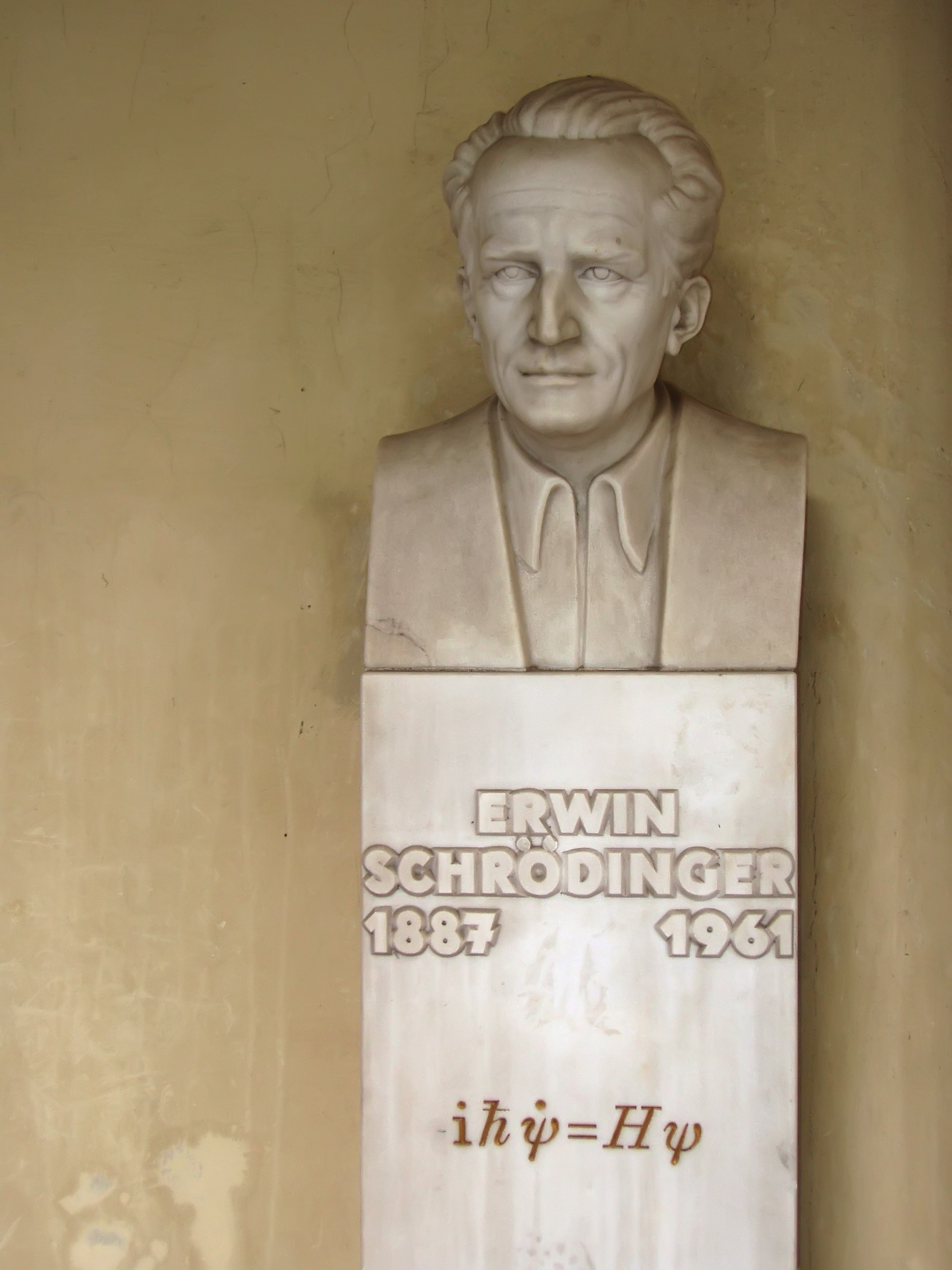
슈뢰딩거의 흉상, 오스트리아 빈 대학교 있는 주건물 중정에서

에르빈 루돌프 요제프 알렉산더 슈뢰딩거(독일어: Erwin Rudolf Josef Alexander Schrödinger, [ˈɛʁviːn ˈʀuːdɔlf ˈjoːzɛf ˌalɛˈksandɐ ˈʃʁøːdɪŋɐ]; 영어 발음: /ʃróudiŋǝr/; 1887년 8월 12일 ~ 1961년 1월 4일)는 노벨상을 받은 오스트리아-아일랜드 물리학자로서 양자역학에서 여러 가지 근본적인 결과들을 개발했다. 슈뢰딩거 방정식은 시스템의 파동 함수를 계산하고 시간에 따라 어떻게 동적으로 변하는지를 계산하는 방법을 제공한다.
또한 통계역학과 열역학, 유전체 물리학, 색채 이론, 전기역학, 일반 상대성이론, 우주론 등 물리학의 다양한 측면에 대해 많은 저서를 썼고 통일장 이론을 구축하기 위한 여러 시도를 했다. 그의 책 《생명이란 무엇인가?(What Is Life?)》에서 슈뢰딩거는 물리학의 관점에서 생명 현상을 바라보면서 유전의 문제를 다루었다. 그는 과학, 고대 및 동양 철학 개념, 윤리 및 종교의 철학적 측면에 큰 관심을 기울였다. 그는 또한 철학과 이론 생물학에 관해 저술했다. 슈뢰딩거의 고양이 사고 실험으로도 유명하다.
슈뢰딩거는 폴 디랙과 함께 여러 대학에서 교수로 일생의 대부분을 보내며 양자역학 연구로 1933년에 노벨 물리학상을 수상했고, 같은 해에 나치즘에 반대하여 독일을 떠났다. 개인적인 삶에서 그는 아내와 정부와 함께 살았으며 이로 인해 문제가 발생하여 옥스퍼드에서 자리를 떠나게 되었다. 그 후 1938년까지 그는 오스트리아의 그라츠에서 지위를 유지하다가 나치가 점령하자 도망쳤고 마침내 더블린에서 장기 정착을 찾아 1955년 은퇴할 때까지 머물렀다. 그는 73세에 결핵으로 빈에서 사망했다.

## 전기

### 초년
슈뢰딩거는 1887년 8월 12일 오스트리아 빈에서 아버지 루돌프 슈뢰딩거Rudolf Schrödinger(납포제작자이자 식물학자)와, 어머니 게오르긴 에밀리아 브렌다 슈뢰딩거Georgine Emilia Brenda Schrödinger(빈 공과대학교 화학교수 알렉산더 바우어Alexander Bauer의 딸) 사이에서 외아들로 태어났다.
그의 어머니는 반은 오스트리아인이고 반은 영국인이었다; 그의 아버지는 가톨릭 신자이고 어머니는 루터교 신자였다. 에르빈 슈뢰딩거는 루터교 가정에서 신자로 자랐지만 그 자신은 무신론자였다. 그러나 그는 이후 동양의 종교와 범신론에 강한 관심을 갖게 되고, 연구에서 종교적 상징주의를 사용한다. 그는 또한 자신의 과학적 작업이 지적 의미에서 신성에 대한 접근이라고 믿었다.
영국인 외할머니를 둔 덕분에 학교 밖에서도 영어를 배울 수 있었다. 1906년과 1910년(박사학위를 취득한 해) 사이에 슈뢰딩거는 비엔나 대학교에서 물리학자 프란츠 S. 엑스너Franz S. Exner(1849-1926)와 프리드리히 하젠외를Friedrich Hasenöhrl(1874-1915) 밑에서 수학했는데 박사학위는 하젠외를 밑에서 받았다. 카를 빌헬름 프리드리히 프리츠 클라우슈Karl Wilhelm Friedrich "Fritz" Kohlrausch와도 실험했다. 1911년 슈뢰딩거는 엑스너의 조수가 되었다.

### 중년

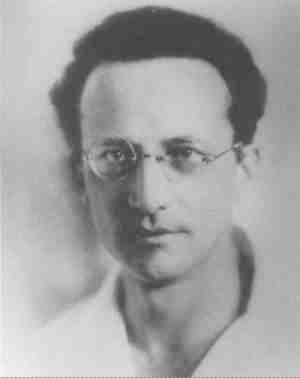
젊은 시절의 슈뢰딩거

1914년 에르빈 슈뢰딩거는 하빌리타치온(venia legendi)을 취득했다. 1914년에서 1918년 사이에 그는 오스트리아 요새 포병(Gorizia, Duino, Sistiana, Prosecco, 빈)의 임관 장교로 전쟁 작업에 참여했다. 1920년에는 예나에서 막스 빈Max Wien의 조수가 되었고, 1920년 9월에는 슈트트가르트에서 리더(reader)(영국) 또는 부교수(미국)와 거의 동등한 ao. Prof.(ausserordentlicher Professor)의 자리에 올랐고, 1921년 브레슬라우(현재 폴란드 브로츠와프)에서 o. Prof.(ordentlicher Professor, 정교수)가 되었다.
1921년 취리히 대학으로 옮겼다. 1927년 그는 베를린의 프리드리히 빌헬름 대학교에서 막스 플랑크의 뒤를 이었다. 1933년 슈뢰딩거는 나치의 반유대주의를 싫어했기 때문에 독일을 떠나기로 결정한다. 그는 옥스퍼드 대학교의 모들린 칼리지의 펠로우(Fellow)가 되었다. 도착한 직후 그는 폴 디랙과 함께 노벨상을 받았다. 옥스포드에서의 그의 지위는 잘 되지 않았다. 두 명의 여성과 거주 공간을 공유하는 그의 독특한 가사 방식은 받아들여지지 않았다. 1934년에 슈뢰딩거는 프린스턴 대학교에서 강연을 했다. 그는 그곳에서 영구적인 직위를 제안받았지만, 그것은 받아들이지 않았다. 다시, 그의 아내와 정부와 함께 집을 마련하려는 그의 바람이 문제를 일으켰을 수 있다. 그는 에딘버러 대학교에서 자리를 잡을 가능성이 있었지만 비자가 지연되어, 결국 1936년 오스트리아의 그라츠 대학교에서 자리를 잡았다. 그는 또한 물리학과, 인도 알라하바드 대학교(Allahabad University) 물리학과 학과장직 제안을 수락했다.
1935년 이러한 재직 문제의 와중에 알베르트 아인슈타인과 광범위한 서신을 교환한 후, 그는 현재 슈뢰딩거의 고양이 사고 실험이라고 불리는 것을 제안했다.

### 말년
1938년, 오스트리아 병합 이후에 슈뢰딩거는 1933년 독일에서 도피했고 나치즘에 대한 알려진 반대 때문에 그라츠에서 문제를 겪었다. 그는 이 반대를 철회하는 성명을 발표했다 (그는 나중에 그렇게 한 것을 후회하고 아인슈타인에게 그 이유를 설명했다). 그러나 이것은 새로운 새력의 시대를 완전히 진정시키지 못했고 그라츠 대학은 그를 정치적으로 신뢰할 수 없다는 이유로 그의 직위에서 해고했다. 그는 괴롭힘을 당했고 그 나라를 떠나지 말라는 지시를 받았다. 그러나 그와 그의 아내는 이탈리아로 도피했다. 그곳에서 그는 옥스퍼드와 헨트 대학교의 방문교수 직책으로 갔다.

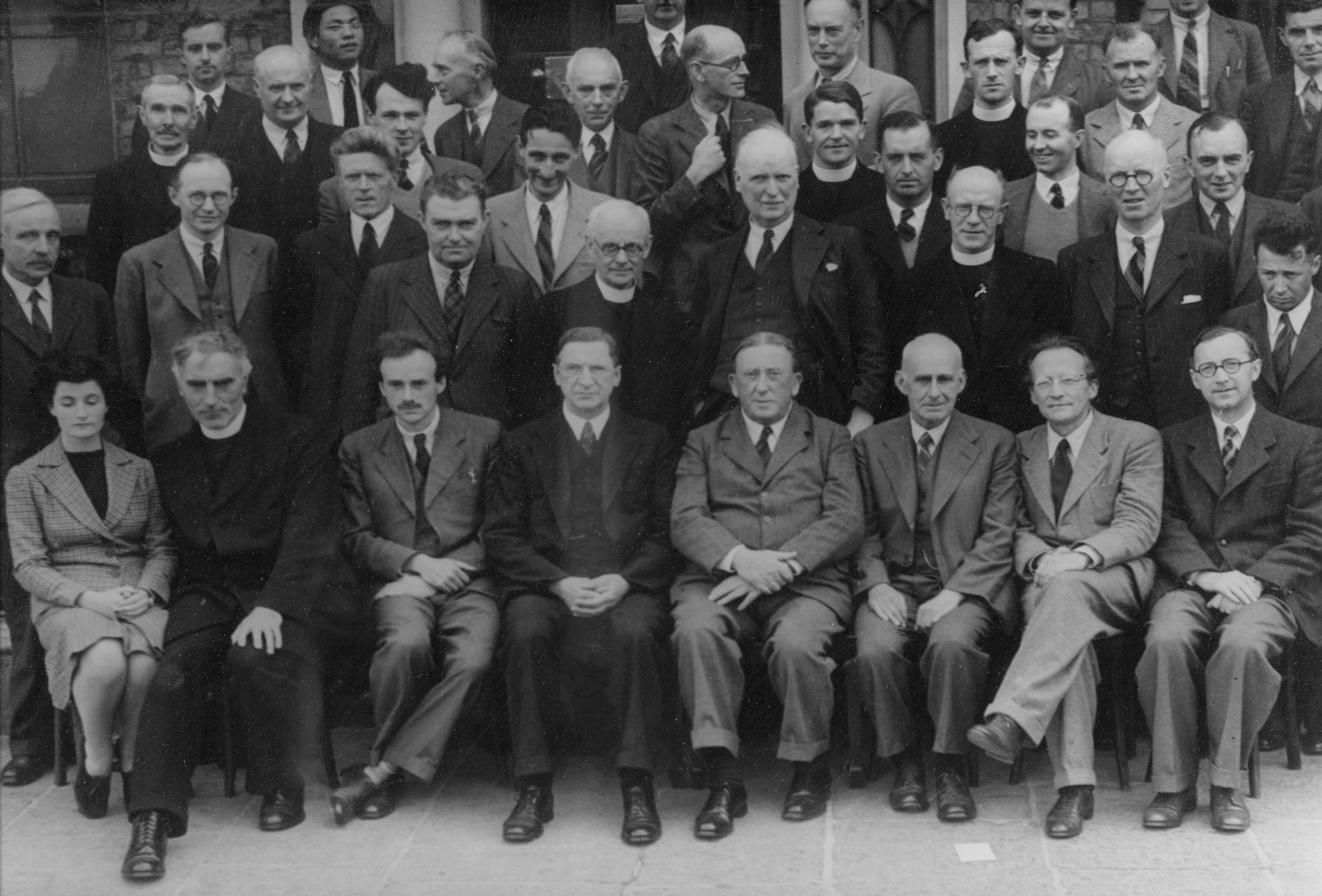
슈뢰딩거 (첫째줄 우측에서 두번째)와 데 벌레라 (첫째줄 왼쪽에서 네번째). 더블린 고등연구소, 1942년

같은 해에 그는 아일랜드의 총리(Taoiseach)인 에이먼 데 벌레라-자신이 수학자-로부터 아일랜드에 거주하고 더블린 고등연구소(The Institute for Advanced Studies)의 설립을 돕는 것에 동의해 달라는 개인적인 초청을 받았다. 그는 더블린 클론타프(Clontarf)에 있는 킨코라 로드(Kincora Road)로 이사해 소박하게 살았다. 그의 클론타프 거주지와 메리온 스퀘어(Merrion Square)에 있는 그의 직장 주소에 명판이 세워졌다. 슈뢰딩거는 오스트리아인으로서 아일랜드와 특별한 관계를 맺고 있다고 믿었다. 1940년 10월 아일랜드 프레스의 한 작가는 오스트리아의 켈트족 유산에 대해 이야기한 슈뢰딩거와의 인터뷰에서 "나는 우리 오스트리아인들과 켈트족 사이에 더 깊은 연관성이 있다고 믿는다. 오스트리아 알프스의 지명들은 켈트족에서 유래되었다고 한다. 그는 1940년에 이론물리학 학교(The School for Theoretical Physics) 학과장이 되어 17년 동안 그곳에 머물렀다. 그는 1948년에 귀화한 아일랜드 시민이 되었지만 오스트리아 시민권도 유지했다. 그는 통일장 이론의 탐구를 포함하여 다양한 주제에 대해 약 50개의 추가 출판물을 저술했다.
1944년에 그는 《생명이란 무엇인가》를 저술했는데, 이 책은 생물체의 유전 암호가 있는 복잡한 분자의 개념과 네겐트로피(negentrophy)에 대한 논의가 포함되어 있다. 제임스 D. 왓슨의 회고록, 《DNA, 생명의 비밀(the Secret of Life)》에 따르면 슈뢰딩거의 책은 왓슨에게 유전자 연구에 영감을 주었고 1953년 DNA 이중 나선 구조를 발견하게 되었다. 유사하게, 프랜시스 크릭은 자서전 책 《얼마나 미친 추구인가(What Mad Pursuit)》에서 어떻게 유전 정보가 분자에 저장될 수 있는가에 대한 슈뢰딩거의 고찰에 의해 자신이 어떻게 영향을 받았는지 설명했다.
슈뢰딩거는 1955년 은퇴할 때까지 더블린에 머물렀다.
최근 더블린의 킹스 병원(The King's Hospital) 기숙학교에서 그가 빈 대학교의 물리학 교수로 임명되어 더블린을 떠나는 것을 축하하기 위해 학교의 1955년판 블루코트(Blue Coat)에 쓰여졌던 그 시기의 원고 '갈릴레오의 미공개 대화의 단편 (Fragment from an unpublished dialogue of Galileo)'이 재조명받았다.
1956년에 그는 빈으로 돌아왔다(chair ad personam). 세계 에너지 회의(World Energy Conference)의 한 중요한 강의에서 그는 원자력에 대한 회의론 때문에 원자력에 대한 연설을 거부하고 대신 철학적 강의를 했다. 이 기간 동안 슈뢰딩거는 파동-입자 이중성에 대한 주류 양자역학의 정의로부터 돌아섰고, 파동 아이디어 단독(wave idea alone)을 촉진하여 많은 논란을 일으켰다.

### 결핵과 죽음

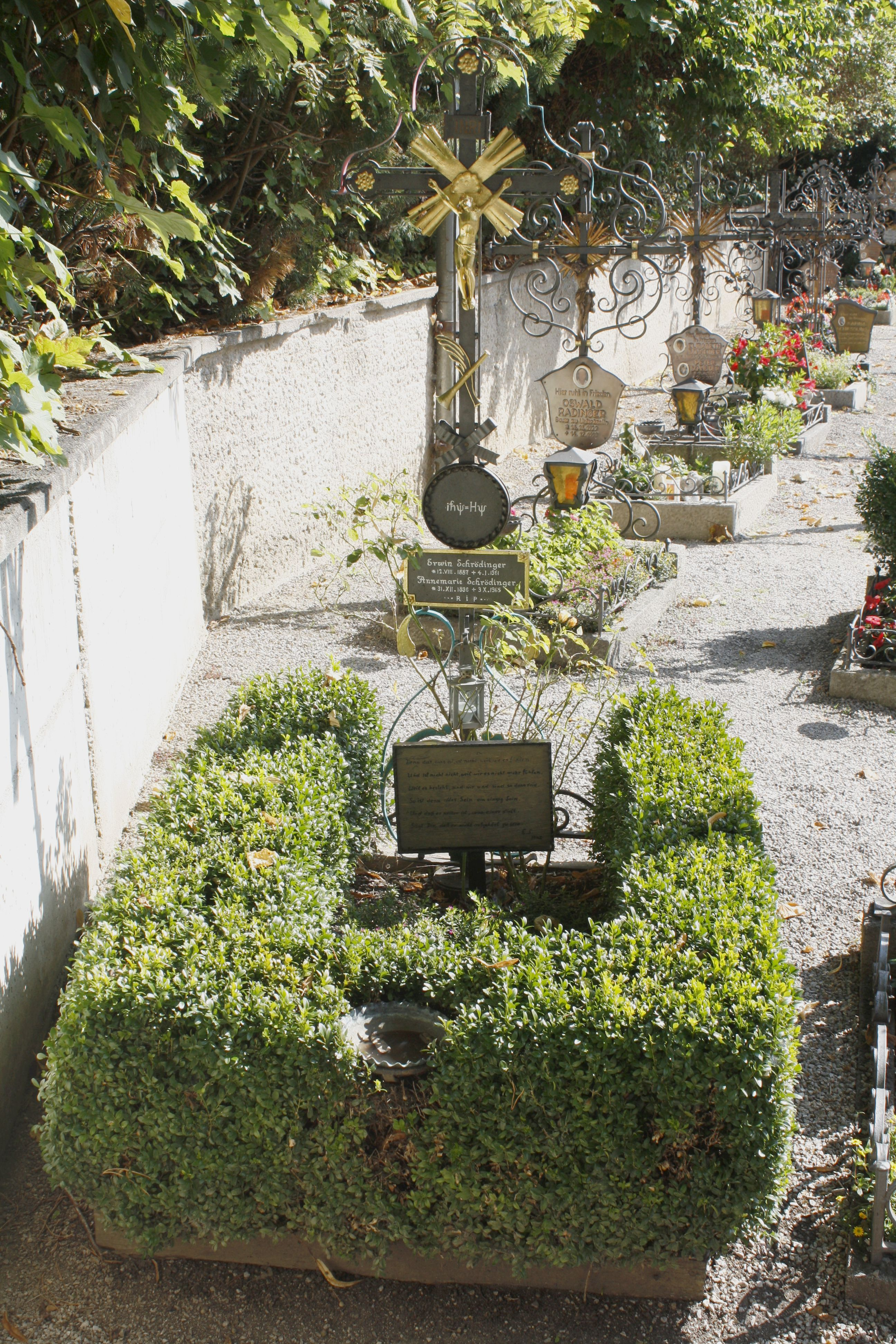
안네마리와 애르빈 슈뢰딩거의 묘지; 명판 위에 슈뢰딩거 방정식이 새겨져 있다.

슈뢰딩거는 결핵을 앓았고 1920년대에 여러 차례 아로자의 요양소에 머물렀다. 그가 파동 방정식을 공식화한 곳이 바로 그곳이었다. 1961년 1월 4일 73세의 나이로 빈에서 결핵으로 사망하였다. 그는 안니를 미망인으로 남겨두고 오스트리아 알프바흐(Alpbach)에 있는 가톨릭 공동묘지에 묻혔다. 비록 그는 가톨릭 신자는 아니었지만, 묘지를 책임지고 있는 사제는 슈뢰딩거가 교황청 과학원의 회원이라는 것을 알게 된 후 매장을 허락했다.

## 개인적 삶
1920년 4월 6일, 슈뢰딩거는 안네마리 (아니) 베르텔Annemarie (Anny) Bertel과 결혼했다.
1938년 아일랜드로 이민을 갔을 때, 그는 자신과 아내, 그리고 또 다른 여성 힐데 마치를 위한 비자를 얻었다. 마치는 오스트리아 동료의 아내였고 슈뢰딩거는 1934년 그녀와 딸을 낳았다. 슈뢰딩거는 3월을 위한 비자를 얻는 데 개인적으로 에이먼 데 벌레라 아일랜드의 총리에게 편지를 썼다. 1939년 10월에 삼인혼(ménage à trois)은 정식으로 더블린에 거처를 잡았다. 그의 아내 애니(1896년 12월 3일 ~ )는 1965년 10월 3일에 사망했다.
슈뢰딩거의 유일한 손자인 테리 루돌프Terry Rudolph는 양자 물리학자로 그의 발자취를 따랐으며 런던 임페리얼 칼리지에서 가르치고 있다.

### 성적 학대 혐의
슈뢰딩거는 자신이 성적으로 학대한 아이들을 포함하여 성적 연락에 대한 기록을 에페메리다(Ephemeridae)라고 하는 일기에 기록했는데, 이 일기에서 그는 "십대 소녀들의 순수함이 그의 타고난 천재성과 이상적으로 어울린다는 이유로 10대 소녀들을 선호한다"고 말했다.

슈뢰딩거는 39세의 나이에 14세의 "이티Ithi" 융거Junger를 가르쳤다. 존 그리빈이 2012년 슈뢰딩거의 전기에서 설명했듯이, "수학뿐만 아니라 수업에는 '적당한 양의 애무와 껴안기'가 포함되었고 슈뢰딩거는 곧 자신이 이티와 사랑에 빠졌다고 스스로 확신했다." 슈뢰딩거는 융거에게 그녀가 임신하지 않을 것이라고 장담했고 17세에 그녀를 유혹했다. 그녀는 나중에 임신했고 그녀의 불임 상태가 된 낙태를 했다. 슈뢰딩거는 곧 그녀를 떠나 다른 목표물로 이동했다. 피해자를 보호하기 위해 유가족이 사용하는 가명인 케이트 놀란Kate Nolan도 동의가 없다는 주장 속에서 슈뢰딩거에 의해 임신되었다.
카를로 로벨리는 그의 저서 《헬골란트(Helgoland)》에서 슈뢰딩거가 "항상 많은 관계를 한 번에 유지했으며 사춘기 이전의 소녀들에 대한 그의 매력을 숨기지 않았다. "라고 말한다. 로벨리는 아일랜드에서 《데어 슈탄다르트》 기사에서 한 26세와 결혼 5년차의 정치 활동가로 확인된 두 명의 학생과 사이에서 각각 한 명의 자녀를 두었다고 썼다. 버나드 빅가르 Bernard Biggar는 가계도에 대한 연구를 수행하는 동안 슈뢰딩거가 12세 때 그의 사촌인 바바라 맥엔티Barbara MacEntee를 그루밍(grooming)했다는 보고서를 발견했다. 분명히 그녀의 삼촌이자 수학자이자 신부인 파드라그 드 브룬 Pádraig de Brún은 슈뢰딩거에게 더 이상 그녀를 쫓지 말라고 충고했고, 슈뢰딩거는 나중에 그의 일지에 그녀가 그의 "짝사랑" 중 하나라고 썼다. 맥엔티는 1995년에 세상을 떠났고 사후에 기록이 등장했다.
월터 무어의 과학자 전기는 여성에 대한 슈뢰딩거의 태도가 "본질적으로 남성 우월주의자의 태도"라고 설명했다. 무어의 전기에 대한 리뷰에서 헬게 크라Helge Kragh가 확증한 평가이다. 여성들, 특히 젊은 여성들의 정복은, 이 진심으로 낭만적이며 남성 쇼비니스트를 위한 삶의 소금이었다. 월터 무어는 무어가 슈뢰딩거의 "로리타 콤플렉스"라고 부른 것을 특징짓기 위해 슈뢰딩거의 소녀들과의 관계를 사용했다. 슈뢰딩거의 손자와 그의 어머니는 무어의 비난에 불만이 있었고 전기가 출판되자 그들의 가족은 그와의 연락을 끊었다.
2021년 《아이리시 타임스》 기사에서 슈뢰딩거의 연쇄 학대 패턴은 논문에서 "그 용어의 널리 이해되는 의미에서 소아성애자의 프로필에 맞는 행동"으로 식별되었다. 트리니티 칼리지 (더블린) 물리학과는 2022년 1월에 1990년대부터 슈뢰딩거의 이름을 붙인 강의실을 그의 성적 학대 이력을 고려하여 이름을 바꿀 것을 권장하고 과학자의 사진을 삭제하고, 동명의 강의 시리즈의 개명이 고려될 것이다. 대학의 웹페이지 "물리학 학교의 역사"에는 현재 "물리 강의실에서 프런트 데스크와 칠판의 모습"이라는 제목의 사진이 있다.

## 학문적 관심사와 마음의 삶
일찍이 슈뢰딩거는 전기 공학, 대기전기학 및 대기 방사능 분야에서 실험을 했지만 대개는 그의 전 선생님인 프란츠 엑스너와 함께 연구했다. 그는 또한 진동 이론, 브라운 운동 이론, 수리통계학을 공부했다. 1912년 슈뢰딩거는 《전기와 자기의 핸드북(Handbook of Electricity and Magnetism)》 편집자의 요청에 따라 '디일렉트리즘(Dieelectrism)'이라는 제목의 소논문(article)을 작성했다. 같은 해 슈뢰딩거는 관측된 대기의 방사능을 설명하는 데 필요한 방사성 물질의 높이 분포에 대한 이론적 추정치를 내놓았고 1913년 8월 지하메(Zeehame)에서 여러 실험을 수행하여 그의 이론적 추정치와 빅토르 프란츠 헤스Victor Franz Hess의 추정치를 확인했다. 이 작업으로 슈뢰딩거는 1920년 오스트리아 과학 아카데미(Austrian Academy of Sciences)의 하이팅거상(Haitinger-Preis)를 수상했다. 1914년 젊은 연구원이 수행한 다른 실험 연구는 그가 친구 프리츠 콜라우쉬Fritz Kohlrausch와 함께 한 마지막 연구로, 기포의 모세관 압력 공식을 확인하고 감마선이 금속 표면을 때릴 때 생성되는 부드러운 베타 방사선의 특성에 대한 연구였다. 1919년 슈뢰딩거는 결맞음에 대한 마지막 물리적 실험을 수행한 후 이론 연구에 집중했다.

### 양자역학

#### 신 양자 이론
경력의 첫 해에 슈뢰딩거는 막스 플랑크, 알베르트 아인슈타인, 닐스 보어, 아르놀트 조머펠트 등의 연구에서 발전된 구 양자 이론의 아이디어를 알게 되었다. 이 지식은 그가 이론물리학의 몇 가지 문제를 해결하는 데 도움이 되었지만, 당시의 오스트리아 과학자는 아직 고전 물리학의 전통적인 방법과 결별할 준비가 되어 있지 않았다.
원자론과 스펙트럼 이론에 관한 슈뢰딩거의 첫 번째 출판물은 1920년대 초부터 조머펠트와 볼프강 파울리와 개인적으로 친분이 있고 독일로 이주한 후에야 나타나기 시작했다. 1921년 1월 슈뢰딩거는 알칼리 금속 스펙트럼의 일부 기능에 대한 전자 상호 작용의 보어-조머팰트 효과의 틀에 관하여 이 주제에 대한 첫 번째 소논문을 마쳤다. 그에게 특히 관심을 끈 것은 양자 이론에 상대론적 고려 사항을 도입한 것이었다. 1922년 가을, 그는 수학자 헤르만 바일(1885-1955)이 개발한 방법을 사용하여 기하학적 관점에서 원자의 전자 궤도를 분석했다. 양자 궤도가 특정 기하학적 특성과 관련되어 있음이 밝혀진 이 연구는 파동 역학의 일부 특징을 예측하는 중요한 단계였다. 같은 해 초에 그는 빛 양자 가설과 에너지 및 운동량에 대한 고려를 기반으로 스펙트럼 선에 대한 상대론적 도플러 효과의 슈뢰딩거 방정식을 만들었다. 그는 보존 법칙의 통계적 성격에 대한 그의 스승 액스너의 아이디어를 좋아했기 때문에 보어, 크라머르스 및 슬레이터Slater의 소논문들을 열렬히 수용했는데, 이는 개별 원자적 과정에서 이러한 법칙을 위반할 가능성이 있음을 시사했다 (예로서, 방사선 방출 과정). 한스 가이거와 발터 보테의 실험이 곧 이것에 의문을 제기했지만, 통계적 개념으로서의 에너지 개념은 슈뢰딩거에게 평생 동안 끌렸던 것이었고 그는 일부 보고서와 출판물에서 이에 대해 논의했다.

#### 파동 역학의 창안
1926년 1월, 슈뢰딩거는 《물리학 연보》에 파동 역학에 대한 "고유값 문제로서의 양자화 (Quantisierung als Eigenwertproblem)" 논문을 발표하고 현재 슈뢰딩거 방정식으로 알려진 것을 제시했다. 이 논문에서 그는 시간-독립 시스템에 대한 파동 방정식의 "유도"를 제공하고 그것이 수소-유사 원자에 대한 올바른 에너지 고유값을 제공함을 보여주었다. 이 논문은 20세기의 가장 중요한 업적 중 하나로 보편적으로 찬사를 받았으며 양자역학, 그리고 실제로 모든 물리학 및 화학의 대부분의 영역에서 혁명을 일으켰다. 양자 조화 진동자, 강체 축차(rigid rotor) 및 이원자 분자 문제를 해결하고 슈뢰딩거 방정식의 새로운 유도를 제시한 두 번째 논문이 단 4주 후에 제출되었다. 5월에 발표된 세 번째 논문은 그의 접근 방식이 하이젠베르크와 동등함을 보여주고 슈타르크 효과에 대한 치료를 제시했다. 이 시리즈의 네 번째 논문은 산란 문제와 같이 시스템이 시간에 따라 변하는 문제를 처리하는 방법을 보여주었다. 이 논문에서 그는 4차 및 6차 미분 방정식의 발생을 방지하기 위해 파동 방정식에 대한 복소수 해를 도입했다. 그는 결국 그 차수를 하나로 줄였다. (이는 거의 틀림없이 양자 역학이 실수에서 복소수로 전환되는 순간이었을 것이다.) 그가 미분 방정식의 차수를 낮추기 위해 복소수를 도입했을 때 마법 같은 일이 일어났고 모든 파동 역학이 그의 발아래에 있었다. 이 논문은 그의 중심 업적이었고 물리학계에서 즉시 큰 의미를 지닌 것으로 인정되었다.
슈뢰딩거는 자신의 이론을 "파동 역학"이라고 언급하는 양자 이론의 의미에 완전히 편하지 않았다. 그는 양자역학의 확률 해석에 대해 다음과 같이 썼는데, 말하기를: "나는 그것을 싫어하고, 내가 그것과 관련된 적이 있어서 미안하다." (그는 양자역학에 대한 코펜하겐 해석을 조롱하기 위해 슈뢰딩거의 고양이 역설이라는 유명한 사고 실험을 고안했고, 또한 그는 학생들에게 화가 나서 불평하기를 "이제 빌어먹을괴팅겐 물리학자들은 그들의 똥같은 행렬 요소를 계산하기 위해 내 아름다운 파동 역학을 사용한다.“라고 했다고 한다.)

#### 통일장 이론에 관한 연구
양자역학에 대한 그의 연구에 이어 슈뢰딩거는 일반 상대성이론의 기본 틀 내에서 중력, 전자기력 및 핵력을 통합하는 통일장 이론을 연구하는 데 상당한 노력을 기울였으며 알베르트 아인슈타인과의 확장된 서신으로 작업을 수행했다. 1947년 그는 왕립 아일랜드 아카데미(Royal Irish Academy)의 연설에서 "아핀장 이론(Affine Field Theory)"이라는 결과를 발표했지만 아인슈타인은 그 발표를 "예비적(preliminary)"이라고 비판했고 원하는 통일 이론으로 이어지지 못했다. 통일에 대한 시도가 실패하자 슈뢰딩거는 통일 연구를 포기하고 다른 주제로 눈을 돌렸다.

### 색채
슈뢰딩거는 심리학, 특히 색 지각과 측색(독알어: Farbenmetrik)에 강한 관심을 보였다. 그는 평생 동안 이러한 질문에 대해 연구했으며 이 분야에 대한 일련의 논문을 발표했다.
- "Theorie der Pigmente von größter Leuchtkraft", Annalen der Physik, (4), 62, (1920), 603–22(가장 높은 광도를 가진 안료 이론)
- "Grundlinien einer Theorie der Farbenmetrik im Tagessehen", Annalen der Physik, (4), 63, (1920), 397–456; 481-520(일광 시력을 위한 색 측정 이론의 개요)
- "Farbenmetrik", Zeitschrift für Physik, 1, (1920), 459–66(색상 측정).
- "Über das Verhältnis der Vierfarbenzur Dreifarben-theorie", Mathematisch-Naturwissenschaftliche Klasse, 134, 471, (4-색 이론과 3-색 이론의 관계).
- "Lehre von der Strahlenden Energie", Müller-Pouillets Lehrbuch der Physik und Meteorology, Vol 2, Part 1 (1926) (색채 차이의 경계).

색상 인식의 심리학에 대한 그의 작업은 같은 분야에서 뉴톤, 맥스웰 및 헤르만 폰 헬름홀츠의 단계를 따른다. 이 논문 중 일부는 영어로 번역되었으며 다음에서 찾을 수 있다. 《색채 과학의 원천 (Sources of Colour Science)》, 데이빗 L. 맥애덤David L. MacAdam 편저, MIT Press(1970) 및 《현대 주석과 함께 번역된 에르빈 슈뢰딩거의 색채 이론 (Erwin Schrödinger’s Color Theory, Translated with Modern Commentary)》, 케이스 K. 니올Keith K. Niall 편저, Springer(2017).

### 철학에 대한 관심
슈뢰딩거는 철학에 깊은 관심을 가졌고, 아르투어 쇼펜하우어와 바뤼흐 스피노자의 작품에 영향을 받았다. 1956년 《마음과 물질》에서 그는 "공간과 시간이 확장된 세계는 우리의 표상에 불과하다." 이것은 쇼펜하우어의 주요 작업의 첫 번째 단어의 반복이다. 쇼펜하우어의 작품들은 그에게 인도 철학, 특히 우파니샤드와 아드바이타 베단타의 해석을 소개했다. 그는 한때 특정한 사고 방식을 취했다: "만약 세상이 정말로 우리의 관찰 행위에 의해 창조된다면, 우리 각자를 위한 수십억 개의 그러한 세계가 있어야 한다. 어떻게 당신의 세계와 내 세계가 같습니까? 만약 내 세상에서 무슨 일이 일어난다면, 당신의 세상에서도 그런 일이 일어나는 건가요? 무엇이 이 모든 세계를 서로 동기화시키는 것일까?"
"분명히 하나의 대안, 즉 마음이나 의식의 통일이 있을 뿐이다. 그들의 다양성은 단지 겉보기일 뿐이며, 사실은 오직 한 마음뿐이다. 이것은 우파니샤드의 교리이다."
그는 강의와 저술에서 의식, 심신 문제, 감각 지각, 자유의지, 객관적 실재과 같은 주제를 논의했다.
동양 사상과 서양 사상의 관계에 대한 슈뢰딩거의 태도는 한 신중함이였으며, 동양 철학에 대한 감사를 표하는 한편 일부 사상이 자연 철학에 대한 경험적 접근 방식과 맞지 않는다는 점을 인정했다. 일부 평론가는 슈뢰딩거가 비이원론적(non-dualist) 베단틱적(Vedântic-like) 관점에 너무 깊이 빠져 있어서 이론 물리학을 포함하여 그의 작업 대부분에 대한 광범위한 프레임워크 또는 잠재적인 영감을 제공했을 수 있다고 주장했다. 슈뢰딩거는 타트바마시(Tat Tvam Asi)의 아이디어에 대해 공감을 표하며 "당신은 그녀와 하나이고 그녀는 당신과 하나라는 확신을 가지고 어머니 대지(Mother Earth) 위에 몸을 뻗어서 땅에 납작 엎드릴 수 있다."라고 말했다.
슈뢰딩거는 "의식은 물리적인 용어로 설명할 수 없다. 왜냐하면 의식은 절대적으로 기본이기 때문이다. 다른 어떤 것으로도 설명할 수 없다."

## 유산
슈뢰딩거의 고양이가 제기한 철학적 문제는 오늘날에도 여전히 논쟁거리이며 대중과학에서 그의 가장 영속적인 유산으로 남아 있는 반면, 슈뢰딩거의 방정식은 보다 기술적인 수준에서 그의 가장 영속적인 유산이다. 슈뢰딩거는 "양자역학의 아버지"라고 불리는 여러 인물 중 한 명이다. 달의 뒷면에 있는 큰 분화구 슈뢰딩거는 그의 이름을 따서 명명되었다. 에르빈 슈뢰딩거 국제수리물리학연구소(Erwin Schrödinger International Institute for Mathematical Physics)는 1993년 빈에 설립되었다.
슈뢰딩거의 초상화는 두번째로 높은 액면가인 1983-97년 오스트리아 1000실링 지폐 디자인의 주요 특징이었다.
아일랜드 리머릭에 있는 리머릭 대학교(University of Limerick)의 한 건물은 그의 이름을 따서 명명되었고, 베를린 아들러쇼프(Adlershof)에 있는 '에르빈 슈뢰딩거 센터'(Erwin Schrödinger Zentrum) 그리고 프랑스 프레베생(Prévessin) CERN의 슈뢰딩거 루트(Route Schrödinger)도 마찬가지이다.
슈뢰딩거는 또한 트리니티 칼리지 더블린에 그에게 헌정된 강의실을 갖고 있다. 2022년 1월, 물리학과의 학과장은 슈뢰딩거의 "여성과 아동을 성적으로 학대한 역사"로 인해 슈뢰딩거 강의실 이름을 삭제하라는 권고가 있을 것이라고 말했다.
2013년 슈뢰딩거의 126번째 생일은 구글 두들로 축하되었다.

## 서훈과 수상

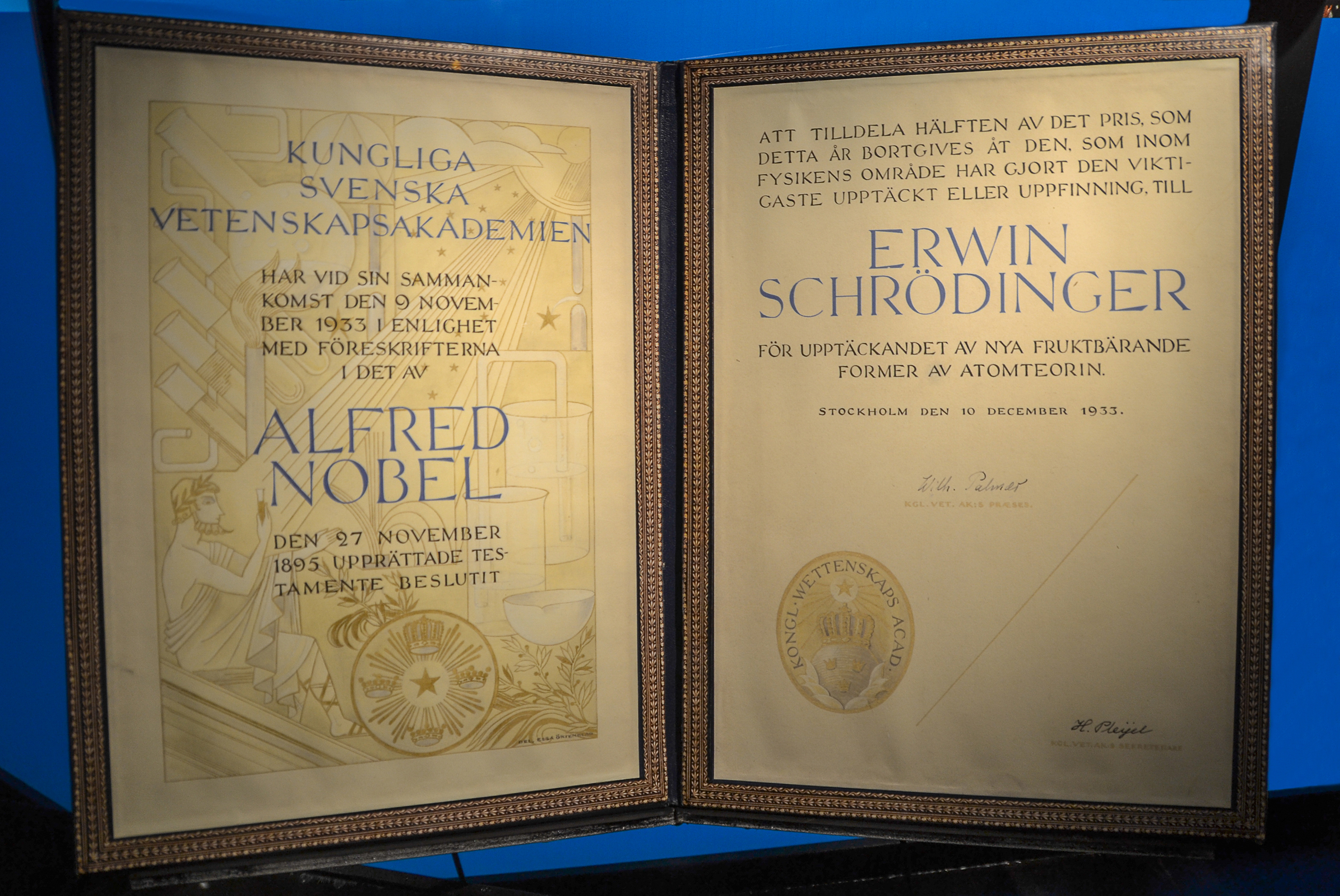
에르빈 슈뢰딩거의 노벨상 디플로마

- 슈뢰딩거 방정식의 공식화로 노벨 물리학상 (1933), 폴 디랙과 공유[75]
- 막스 플랑크 메달 (1937)
- 1949년 왕립학회 외국인 회원(ForMemRS)으로 선출[4]
- 오스트리아 과학 아카데미의 에르빈 슈뢰딩거상 (1956)
- 과학과 예술을 위한 오스트리아 훈장 (1957)

슈뢰딩거의 고양이는 그의 이름을 따서 명명되었으며;

또한 다음을 참고: 에르빈 슈뢰딩거의 이름을 딴 것들의 목록.

## 출판물
- The List of Erwin Schrödinger's publications 보관됨 2019-10-29 - 웨이백 머신 compiled by Auguste Dick, Gabriele Kerber, Wolfgang Kerber and Karl von Meyenn
- Science and the human temperament. Allen & Unwin (1935), translated and introduced by James Murphy, with a foreword by Ernest Rutherford
- Nature and the Greeks and Science and Humanism. Cambridge University Press (1996)
- The interpretation of Quantum Mechanics. Ox Bow Press (1995)
- Statistical Thermodynamics. Dover Publications (1989)
- Collected papers. Friedr. Vieweg & Sohn (1984)
- My View of the World. Ox Bow Press (1983)
- Expanding Universes. Cambridge University Press (1956).
- Space-Time Structure. Cambridge University Press (1950).[76]
- What Is Life?. Macmillan (1944); 《생명이란 무엇인가》. 서인석 옮김. 한울 (2014).
- What Is Life? & Mind and Matter. Cambridge University Press (1974)

### 추가링크
- O’Connor, John J.; Robertson, Edmund F. (2003년 10월). “Erwin Rudolf Josef Alexander Schrödinger”. 《MacTutor History of Mathematics Archive》 (영어). 세인트앤드루스 대학교.
- “Erwin Schrödinger”. 《수학 계보 프로젝트》 (영어). 미국 수학회.